# Diagrama de fase
Um diagrama de fase em físico-química, engenharia, geologia, mineralogia e ciência dos materiais é um tipo de gráfico que mostra as condições de equilíbrio entre as fases termodinamicamente distintas. Em matemática e em física, um diagrama de fase também tem significados alternativos, como um sinônimo de espaço fisico. No sentido de tratar de estados da matéria, em especial em engenharia química e geologia, um diagrama de fase é também chamado de carta termodinâmica.

## Visão geral
Componentes comuns de uma diagrama de fase são linhas de equilíbrio ou contornos de fase, os quais referem-se a linhas que marcam condições sob as quais múltiplas fases podem coexistir em equilíbrio. Transições de fase ocorrem ao longo de linhas de equilíbrio.
Pontos triplos são pontos em diagramas de fase onde linhas de equilíbrio intersectam-se. Pontos triplos marcam condições nas quais três fases diferentes podem coexistir. Por exemplo, o diagrama de fase da água possui um ponto triplo correspondendo à única temperatura e pressão na qual água sólida, líquida e gasosa (vapor) podem existir em um equilíbrio estável.
O solidus é a temperatura abaixo da qual a substância é estável no estado sólido. O liquidus é a temperatura acima da qual a substância é estável num estado líquido. Pode haver um hiato entre o solidus e liquidus; no intervalo, a substância consiste de uma mistura de cristais e líquidos (como uma "pasta").

## Tipos de diagramas de fase

### Diagramas de fase bidimensionais

Um típico diagrama de fase. A linha pontilhada mostra o comportamento anômalo da água. As linhas verdes marcam o ponto de congelamento e a linha azul o ponto de ebulição, mostrando como tais grandezas variam de acordo com a pressão

Os mais simples diagramas de fase são diagramas pressão-temperatura de uma única substância, tais como a água. Os eixos correspondem à pressão e à temperatura. O diagrama de fase mostra, em espaço pressão-temperatura, as linhas de equilíbrio ou contornos de fase entre as três fases de sólido, líquido e gás.
As curvas sobre o diagrama de fase mostram os pontos onde a energia livre (e outras propriedades derivadas) torna-se não-analítica: seus derivados, com relação às coordenadas (temperatura e pressão, neste exemplo) mudam descontinuamente (abruptamente). Por exemplo, a capacidade térmica de um recipiente cheio de gelo vai mudar abruptamente com o recipiente sendo aquecido após o ponto de fusão...
Os espaços abertos, onde o energia livre é analítica, correspondem a regiões de fase única. Regiões monofásicas são separadas por linhas não analíticas, onde transições de fase ocorrem, que são chamados contornos ou limites de fase.
No diagrama à esquerda, o contorno de fase entre líquido e gás não continua indefinidamente. Em vez disso, ele termina em um ponto no diagrama de fase chamado ponto crítico. Isto reflete o fato que, a extremamente altas temperaturas e pressões, as fases líquidas e gasosas tornam-se indistinguíveis, no que é conhecido como um fluido supercrítico. Na água, o ponto crítico corresponde a aproximadamente  Tc=647.096 K (1164.773 °R), pc=22.064 MPa (3,200.1 psi) e ρc=356 kg/m³.
A existência do ponto crítico gás-líquido revela uma ligeira ambiguidade na classificação das regiões de fase única. Quando vai-se da fase líquida para a gasosa, geralmente cruza-se a fronteira de fase, mas é possível escolher um caminho que não cruze a fronteira, indo para a direita do ponto crítico. Assim, as fases líquida e gasosa podem se transformar continuamente uma na outra. A este fato se dá o nome de continuidade de estados e o principio que o reconhece é o princípio da continuidade de estados.
O contorno de fase líquido-sólido no diagrama de fase da maioria das substâncias tem um coeficiente angular positivo; quanto maior a pressão sobre uma determinada substância, o aproximar das moléculas da substância as coloca interpostas uma das outras, o que aumenta o efeito das forças intermoleculares da substância. Assim, a substância requer uma temperatura mais elevada para as suas moléculas terem energia suficiente para quebrar o padrão fixo da fase sólida e entrar na fase líquida. Um conceito similar aplica-se a mudanças de fase gás-líquido. Água, por causa de suas propriedades particulares, é uma das várias exceções à regra.
Outras propriedades termodinâmicas
Além disso, apenas a temperatura ou pressão, outras propriedades termodinâmicas podem ser representadas graficamente em diagramas de fase. Exemplos de tais propriedades termodinâmicas incluem volume específico, entalpia específica, ou entropia específica. Por exemplo, gráficos de componente único de temperatura vs. entropia específica (T vs. s) para água/vapor ou para um refrigerante são normalmente uados para ilustrar ciclos termodinâmicos tais como um ciclo de Carnot, ciclo Rankine, ou ciclo de refrigeração por compressão.
Em um gráfico bidimensional,
duas das grandezas termodinâmicas podem ser mostrados nos eixos horizontal e vertical. Grandezas termodinâmicas adicionais podem cada ser ilustradas em incrementos de uma série de linhas - em curva, reta, ou uma combinação de curvas e retas. Cada uma dessas iso-linhas representa a grandeza termodinâmica de um certo valor constante.
[[Imagem:TS-Wasserdampf engl.png|thumb|center|540 px|Diagrama de fases temperatura vs. entropia específica da água/vapor.  Diagrama de fases temperatura versus entropia específica da água/vapor. Na área sob a curvatura vermelha, água líquida e vapor coexistem em equilíbrio. O ponto crítico está no topo da curvatura. A água líquida esta à esquerda da curvatura. Vapor está à direita da cúpula. As curvas azuis são as isóbaricas, ao longo das quais a pressão é constante. As linhas verdes, por sua vez, são isocóricas, ao longo das quais o volume específico é constante.

### Diagramas de fase tridimensionais
É possível vislumbrar gráficos tridimensionais (3D) mostrando três grandezas termodinâmicas.
Por exemplo, para um único componente, um sistema de coordenadas cartesianas de um gráfico tridimensional pode mostrar a temperatura (T) em um eixo, a pressão (P) em um segundo eixo, e o volume específico (v) em um terceiro eixo. Tal gráfico é chamado de diagrama P-v-T ou PVT. As condições de equilíbrio seriam mostradas como uma superfície curva em três dimensões com áreas de coexistência de fases sólido, líquido e vapor e as áreas onde sólido e líquido, sólido e vapor ou líquido e vapor encontram-se equilíbrio. Uma linha na superfície chamada uma linha tripla é onde sólido, líquido e vapor podem todos coexistir em equilíbrio. O ponto crítico continua a ser um ponto sobre a superfície, mesmo em um diagrama de fases em 3D.
Uma projeção ortogonal do gráfico P-v-T 3D mostrando pressão e temperatura como os eixos vertical e horizontal efetivamente colapsa a imagem 3D em um diagrama 2D de pressão e temperatura. Quando isso acontece, as superfícies apor-sólido, sólido-líquido e líquido-vapor colapsam em três linhas curvas reunidas correspondentes ao ponto triplo, que é a projeção ortogonal colapsada da linha tripla.

### Diagramas de fase binários
Outros tipos de diagramas de fase muito mais complexos podem ser construídos, particularmente quando mais que um componente puro está presente, no caso em que concentração torna-se uma variável importante. Diagramas de fase com mais que duas dimensões mostram o efeito de mais duas variáveis na fase de uma substância. Diagramas de fase podem usar outras variáveis em adição para ou no lugar de temperatura, pressão e composição, por exemplo a força de um campo elétrico ou magnético aplicado e podem também envolver substâncias que tomem mais que somente três estados da matéria.

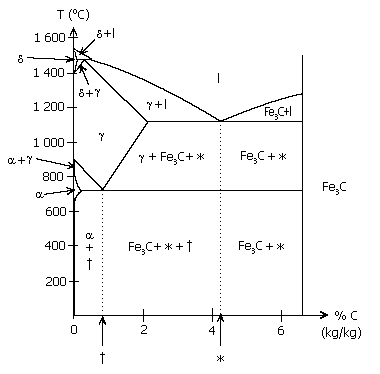
O diagrama de fase ferro-carbeto de ferro (Fe–Fe_{3}C). A porcentagem de carbono presente e a temperatura define a fase e a liga ferro-carbono e por isso suas características físicas e propriedades mecânicas. A porcentagem de carbono determina o tipo de liga ferrosa: ferro, aço ou ferro fundido.

Um diagrama de fase por um sistema binário exibindo um ponto eutético.

Um tipo de diagrama de fase traça temperatura contra as concentrações relativas de duas substâncias em uma mistura binária chamada um diagrama de fase binário, como mostrado à direita. Tal mistura pode ser tanto uma solução sólida, eutético ou peritético, entre outros. Estes dois tipos de misturas resultam em muitos gráficos diferentes.
Outro tipo de diagrama de fase binário é um diagrama de ponto de ebulição para uma mistura de dois componentes, i. e. compostos químicos.
Para dois componentes voláteis particulares a uma certa pressão tais como a pressão atmosférica, um diagrama de ponto de ebulição mostra que composições vapor (gás) estão em equilíbrio com dadas composições de líquido dependendo da temperatura. Em um diagrama de ponto ebulição binário típico, temperatura é gaficada sobre um eixo vertical e a composição da mistura em um eixo horizontal.

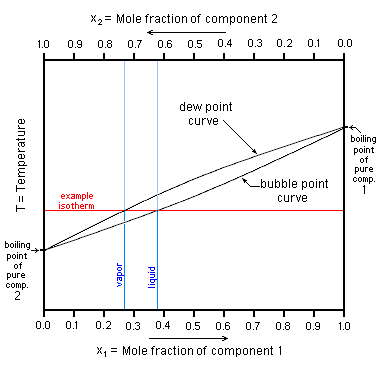
Diagrama de ponto ebulição

Um diagrama simples como exemplo com componentes hipotéticos 1 e 2 em uma mistura não azeotrópica é mostrada à direita. O fato que existem duas linhas curvas separadas unindo os pontos de ebulição dos componentes puros significa que a composição do vapor não é normalmente a mesma que a composição do vapor do líquido com o qual está em equilíbrio. Ver equilíbrio líquido-vapor para uma discussão completa.
Além dos tipos acima mencionados de diagramas de fase, existem milhares de outras combinações possíveis. Algumas das apresentações principais de diagramas de fase incluem pontos congruentes, onde uma fase sólida se transforma diretamente em um líquido. Há também a peritectóide, um ponto onde duas fases sólidas se combinam em uma fase sólida durante o aquecimento. O inverso disso, quando uma fase sólida se transforma em duas fases sólidas durante o aquecimento, é chamado de eutetóide.
Um diagrama de fases complexas de grande importância tecnológica é o do sistema ferro-carbono de teor de carbono inferior a 7% (ver aço).
O eixo x de tal diagrama representa a concentração variável da mistura. Como as misturas estão normalmente longe de diluir e sua densidade em função da temperatura é normalmente desconhecida, a medida preferida é a concentração em fração molar. Uma medida baseada em volume como a molaridade seria desaconselhável.

### Diagramas de fase de cristais
Substâncias polimórficas e poliamórficas tem múltiplas fases cristalinas ou amorfas, as quais podem ser graficadas de uma maneira similar a fases sólidas, líquidas ou gasosas.
Em física de cristal líquido, diagramas de fase são usados no caso de mistura de compostos nematogênicos para distinguir entre a fase líquida isotrópica, a fase líquida nemática.